# Кхін Ньют
У цієї людини бірманське ім'я без прізвища. Кхін - перше ім'я, Ньют - друге ім'я.
Генерал Кхін Ньют (англ. Khin Nyunt; нар. 11 жовтня 1939 р.) — військовий і політичний діяч М'янми. Очолював військову розвідку М'янми з 1984 по 2004 роки. Також був видатним діячем Державної ради миру і розвитку (ДРМР): з 1997 року був першим секретарем ДРМР, а з 25 серпня 2003 року по 18 жовтня 2004 року прем'єр-міністром М'янми. Знятий з посади прем'єр-міністра і голови військової розвідки в жовтні 2004 року і відправлений у відставку через розбіжності з головою військової хунти старшим генералом Тан Шве. У 2005 був засуджений за звинуваченнями в корупції на 44 роки в'язниці, але амністований 12 січня 2012 року указом президента М'янми Тейн Сейн.
Одружений з До Кін Він Швей (англ. Daw Kin Win Shwe), медика за професією. Має доньку, Тін Ле Ле Він (англ. Thin Le Win), та двох синів — підполковник Зо Найн У (англ. Zaw Naing Oo) і доктор Е Найн Найн Він (англ. Ye Naing Win), який володіє компанією Bagan Cybertech — одним з небагатьох постачальників інтернет-послуг в М'янмі.

## Біографія
Кхін Ньют народився 11 жовтня 1939 року в місті Чаутан, Янгонського району. За походженням бірманський китаєць.
Кхін Ньют навчався в 25-й групі Школи підготовки офіцерів у 1960 році після того, як кинув навчання в Янкінському коледжі наприкінці 1950-х років.
Після закінчення армійської кар'єри, в 1984 році був викликаний до Рангуна після атаки на південнокорейську делегацію, яка прибула з візитом до Бірми. В результаті теракту, організованого 9 жовтня 1983 року терористами, які прибули з КНДР, загинула 21 людина, включаючи трьох членів південнокорейського кабінету міністрів зі складу делегації. Це завдало серйозного удару по міжнародному іміджу Бірми. В цей час Кхін Ньют був призначений шефом Військової розвідки.
З середини 1980-х до кінця 1990-х років Кхін Ньют вважався протеже генерала У Не Віна, який був змушений залишити посаду глави держави і піти з політичного життя в липні 1988 року в результаті народних виступів, але відіграв, за відомостями, важливу роль за лаштунками політичного життя М'янми.
Події 1988 року, що тривали з березня по вересень були зупинені Державною радою відновлення законності і правопорядку (ДРВЗП), сформованою 18 вересня 1988 року. У 1997 році ДРВЗП була перейменована на Державну раду миру і розвитку (ДРМР), де Кхін Ньют став Першим секретарем. На цій посаді він пробув до серпня 2003 року, коли був призначений прем'єр-міністром М'янми.
Протягом 1990-х років Кхін Ньют підписав угоди про перемир'я з двадцятьма етнічними повстанськими угрупованнями, які діяли на півночі і сході М'янми в обмін на більшу свободу на територіях, що їм належали. Особливо примітні угоди про перемир'я, підписані з наркобароном Кхун Са і каренами. Він також був прихильником зближення з Індією і був представником режиму на міжнародній арені. Багато в чому завдяки вмілій зовнішньої політиці Кхін Ньют М'янма у 1997 році була прийнята до складу Асоціації держав Південно-Східної Азії (АДПСА).
У 2003 році, невдовзі після призначення на пост прем'єр-міністра, Кхін Ньют висунув план «Дорожньої карти руху до демократії», яка включала в себе 7 етапів. Ця програма була піддана критиці з боку опозиції і деяких іноземних урядів, оскільки передбачала неодмінну участь військових у роботі парламенту та у політичному житті країни. Крім того, цей план не передбачав точних термінів проходження етапів на шляху до демократії. Однак, в країнах регіону, а також в Росії та Китаї, «Дорожня карта» була зустрінута зі схваленням.
Першим етапом «Дорожньої карти» стало скликання Національної конституційної конвенції (НКК), зібраної вперше в січні 1993 року, яку було тимчасово розпущено 30 березня 1996 року. НКК була покликана закласти основні положення нової Конституції країни. Вона була знову скликана 17 травня 2004 року і знову розпущена кількома тижнями пізніше.
Це починання дала джерело для розмов про «лібералізацію» військового режиму, в яких Кхін Ньют представлявся як помірний і прагматичний політик, свідомий необхідністі діалогу з опозицією. Це породило неприязнь до прихильників «жорсткої лінії» в хунті, голови ДРМР старшому генералу Тан Шве і віце-голови ДРМР віце-старшому генералу Маунг Ає, противником будь-якого ослаблення армійського контролю над країною та діалогу з Аун Сан Су Чжі та очолюваної ним Національної ліги за демократію. Однак, генерал Кхін Ньют під час свого перебування при владі не займався діяльністю щодо звільнення політичних в'язнів. За повідомленнями НДО, що спеціалізуються на захисті прав людини, і західних посольств, чимало лідерів етнічних меншин були арештовані та піддавалися тортурам, наприклад У Кхун Тхун У з «Ліги шанських національностей за демократію», У Чо Мін, лідер рохінджа з «Національної демократичної партії за права людини».
18 жовтня 2004 року було випущено комюніке, підписане Головою ДРМР старшим генералом Тан Шве, в єдиній фразі якого повідомлялося, що генералові Кхін Ньют «дозволено піти у відставку за станом здоров'я». Він був заарештований в той же день (за офіційною версією його було «взято під охорону»). За повідомленнями ЗМІ, в день арешту були закриті кордони М'янми, а телефонний зв'язок зі столицею Янгоном на деякий час перервався. Кількома днями пізніше були опубліковані звинувачення в корупції. Відставка генерала Кхін Ньют ознаменувала перемогу більш жорсткої лінії Тан Шві над «інтелектуальною фракцією» у Збройних силах М'янми, що включала в основному представників військової розвідки, шефом якої був Кхін Ньют.
З 5 липня 2005 року у в'язниці Інсейн поблизу Янгона проходив суд над Кхін Ньютом за різними звинуваченнями в корупції. 21 липня він був засуджений спеціальним трибуналом на 44 роки ув'язнення (покарання мало форму домашнього арешту). Його сини також були засуджені на 51 та 68 років в'язниці. Невідомо, чи звинувачувалася у чомусь його дружина.

## Справжні причини відставки
Достовірно відомо, що відставка сталася через протистояння Кхін Ньюта і Тан Шве, відносини між якими були напруженими. Існує декілька версій цих подій. Згідно з однією з них, Кхін Ньют був відставлений за зв'язки з опозицією (відомо, що у нього склалися довірчі відносини з Аун Са Су Чжі). За іншою, Тан Шві вирішив просто взяти в свої руки всю економічну владу, оскільки прем'єр володів великими повноваженнями в цій сфері. Відповідно до третьої, Тан Шві просто усунув можливого конкурента в політичній сфері. Як і Тан Шве, Кхін Ньют не закінчував Академії оборони Пьін У Лвіне і не належав до кланів всередині м'янманського армійського істеблішменту, будучи незалежною фігурою, яка могла скласти конкуренцію діючому главі ДРМР.

## Звільнення
У липні 2009 року надбанням публіки стало відео в якому Кхін Ньют у будинку колишнього м'янманського міністра бригадного генерала Тін Све, зняте 7 липня 2009 року. Це підтвердило повідомлення про те, що екс-генералу разом з його дружиною було дозволено періодично залишати їх будинок, починаючи з березня 2008 року. У грудні 2010 року на YouTube з'явилося інше відео тривалістю 16 хвилин, на якому Кхін Ньют зустрічається з главою поліції Кхіна Йі та старшими офіцерами.
Його шурин Тан Ньєйн є одним із засновників і головою Національного демократичного фронту. Тін Тху, його племінник, у в'язниці з жовтня 2004 року. У даний момент Кхін Ньюта  називають у м'янманській пресі та розмовах просто «У» (шанобливе звертання до чоловіка, дослівно — «пан»).
Кхін Ньют був амністований і звільнений з-під домашнього арешту 12 січня 2012 року указом президента Тейн Сейн.

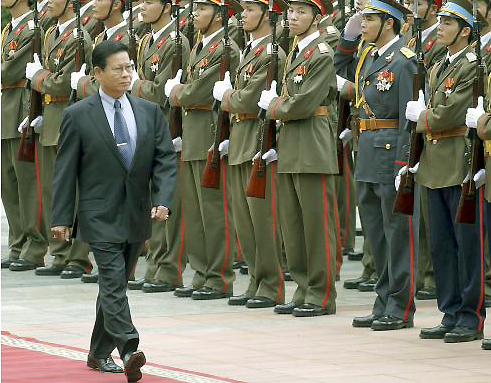
Кхін Ньют оглядає в'єтнамський почесний караул у Президентському палаці в Ханої, В'єтнам, 9 серпня 2004 року.
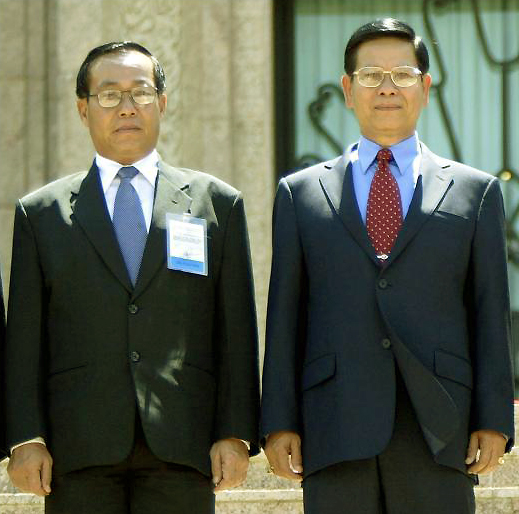
Со Він (ліворуч), який змінив Кхін Ньюта (праворуч) на посаді прем'єра.
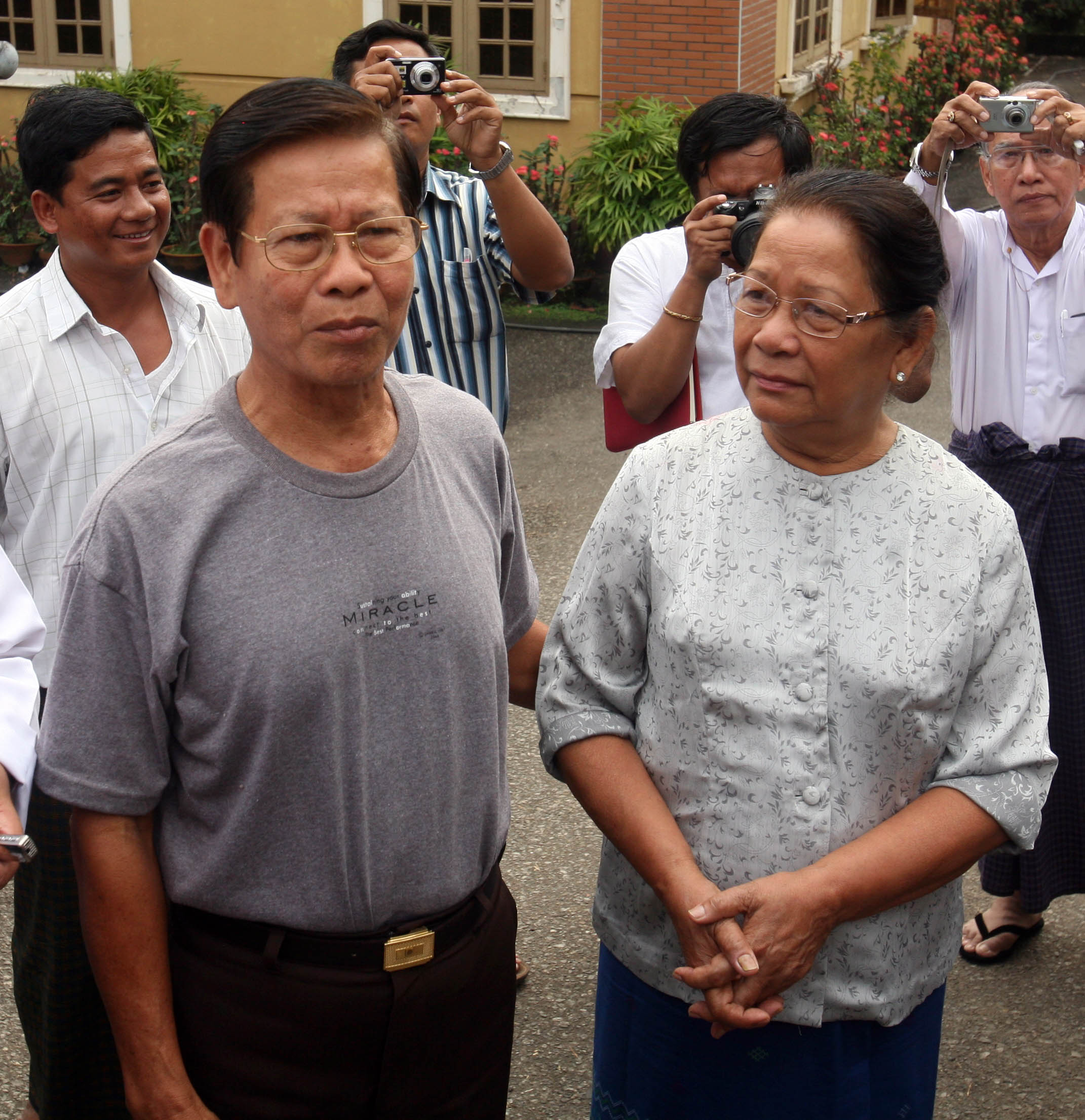
Кхін Ньют незабаром після звільнення на початку 2012 року.